# Finlandia en los Juegos Paralímpicos de Arnhem 1980
Finlandia estuvo representada en los Juegos Paralímpicos de Arnhem 1980 por un total de 60 deportistas, 50 hombres y 10 mujeres.

## Medallistas
El equipo paralímpico finlandés obtuvo las siguientes medallas:
| Nombre                       | Deporte       | Evento                                      |
| ---------------------------- | ------------- | ------------------------------------------- |
| Oro                          |               |                                             |
| Harri Jauhiainen             | Atletismo     | 100 m E masculino                           |
| Harri Jauhiainen             | Atletismo     | 400 m E masculino                           |
| Raimo Lindberg               | Atletismo     | 1500 m E masculino                          |
| Pekka Kujala                 | Atletismo     | Disco A masculino                           |
| Timo Sulisalo                | Atletismo     | Jabalina B masculino                        |
| U. Ikonen                    | Atletismo     | Pentatlón 1A masculino                      |
| Equipo                       | Dartchery     | Dobles clase abierta femenino               |
| Kari Kärkkäinen              | Tiro con arco | Doble ronda FITA tetraplejia baja masculino |
| Plata                        |               |                                             |
| Liisa Mäkelä                 | Atletismo     | Disco C femenino                            |
| Liisa Mäkelä                 | Atletismo     | Jabalina C femenino                         |
| Liisa Mäkelä                 | Atletismo     | Peso C femenino                             |
| Raili Rantala                | Atletismo     | 100 m E femenino                            |
| Raili Rantala                | Atletismo     | 400 m E femenino                            |
| Pekka Ihalainen              | Atletismo     | Disco C1 masculino                          |
| Pekka Ihalainen              | Atletismo     | Peso C1 masculino                           |
| M. Heinonmäki                | Atletismo     | Disco 1B masculino                          |
| Pekka Kujala                 | Atletismo     | Peso A masculino                            |
| Markku Onnela                | Atletismo     | Salto de longitud A masculino               |
| Matti Launonen               | Atletismo     | Pentatlón 1A masculino                      |
| Lasse Eva                    | Atletismo     | Pentatlón C1 masculino                      |
| Reino Jääskeläinen           | Atletismo     | Pentatlón E masculino                       |
| R. Luotonen                  | Atletismo     | 5000 m marcha A masculino                   |
| Pekka Kantola                | Natación      | 25 m espalda 1A masculino                   |
| Pekka Kantola                | Natación      | 25 m libre 1A masculino                     |
| Heikki Miettinen             | Natación      | 50 m braza F masculino                      |
| Pekka Hätinen Matti Launonen | Tenis de mesa | Equipo 1A masculino                         |
| Elli Korva                   | Tiro con arco | Doble ronda FITA paraplejia femenino        |
| Bronce                       |               |                                             |
| Kirsti Pennanen              | Atletismo     | 800 m A femenino                            |
| Raili Rantala                | Atletismo     | Salto de longitud E femenino                |
| Raimo Lindberg               | Atletismo     | 400 m E masculino                           |
| Teuvo Talmia                 | Atletismo     | Disco B masculino                           |
| Atte Kärkkäinen              | Atletismo     | Disco E masculino                           |
| Reino Jääskeläinen           | Atletismo     | Jabalina E masculino                        |
| Atte Kärkkäinen              | Atletismo     | Peso E masculino                            |
| Markku Onnela                | Atletismo     | Triple salto A masculino                    |
| Kalle Hautalahti             | Atletismo     | Triple salto B masculino                    |
| Heikki Miettinen             | Atletismo     | Pentatlón F masculino                       |
| Pekka Kantola                | Natación      | 25 m braza 1A masculino                     |
| Eero Mäki                    | Natación      | 25 m libre 1B masculino                     |
| Matti Launonen               | Tenis de mesa | Individual 1A masculino                     |